# Міномет-лопата
Міномет-лопата — радянський малокаліберний міномет. Гібрид міномета й малої піхотної лопати.

## Історія появи
Досвід радянсько-фінської війни вказав на необхідність збільшення у військах кількості мінометів. Не дивно, що з'явилася ідея доповнити батальйонні та ротні міномети понадштатним малокаліберним, які б переносив і застосовував окремий боєць. На тлі широкого уживання таких засобів, як осколкові рушницеві гранати, які вистрілювалися по навісній траєкторії, ідея міномета калібром всього 37 мм не бачилася дивною. Щоб не перевантажувати бійця надштатною зброєю, його вирішили сумістити з малою піхотною лопаткою.
Така зброя з'явилася вже наприкінці 1939 року, було випробувано у ході бойових дій, і на відміну від інших типів мінометів, завзяття у військах не викликало, тим більш що осколкова дія 37-мм міни в умовах глибокого снігового покриву була нікчемною. Тим не менш, незабаром після початку Другої Світової війни, у липні 1941 року 37-міномет пішов у серійне виробництво.
Єдиною позитивною якістю міномета була його портативність. У піхотинців думка про нього склалася здебільшого негативна. Як лопата він був менш зручний і помітно важчий за штатну піхотну лопату. Погана влучність (відсутність прицільного пристрою при крутій навісній траєкторії, наведення рукою) і слабка осколкова дія легкого снарядика з малим радіусом ураження робили малоефективною стрільбу навіть групою мінометів по одній цілі — наприклад по обслузі ворожого кулемета.
Дещо схвальніше відкликалися про зброю бійці 4-го повітряно-десантного корпусу, які застосовували його під час Вяземської повітряно-десантної операції у січні-лютому 1942 року — портативні легкі міномети часто виявлялися єдиним засобом підтримки, які вони могли нести з собою. Наприкінці 1941 року міномет був знятий з виробництва, але його продовжували використовувати ще протягом певного часу. Пошуковики досі знаходять такі міномети та міни на місцях боїв.

## Будова міномета
Власно зброя являє собою міномет, виконаний за схемою унітарного ствола, зі складаною опорною плитою. Ствол являв собою гладкостінну трубку, наглухо з'єднану з казенником. Усередині казенника запресований бійчик. Ця конструкція слугувала держаком лопати, що шарнірно кріпився у центрі полотна лопати за допомогою кульової п'яти казенника. У стані «лопата» держак фіксувався поворотним кільцем. Полотно лопати поверталося на шарнірі відносно ствола і під час стрільби слугувало опорною плитою. Це поставило вимогу виконати його зі зміцненої сталі, що в свою чергу, уможливило за необхідністю використовувати лопату як броньовий щиток (лопата-щиток — ще одна стара ідея). У стані «лопата» у ствол уставлявся дерев'яний стрижень, що доповняв держак-ствол, і фіксувався пробкою, яка захищала дульний зріз ствола. Перед стрільбою стрижень виймався і кріпився на стволі за допомогою пружинного затискача-лірки, граючи роль сошки-опори. Стрижень-сошка також слугував шомполом-банником для чищення ствола.
37-мм міна включала: корпус обтічної форми з центрувальним потовщенням та трубкою з шестилопатевим стабілізатором; головний контактний підривач; вибивний патрон зі зарядом та капсулем, що вставлявся у трубку стабілізатора.

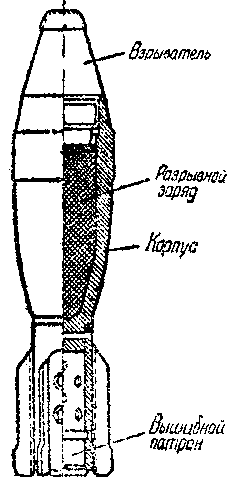
Будова міни

## Використовування міномета
У похідному стані боєць переносив міномет-лопату у поясному чохлі, як малу піхотну лопату, а міни з вибивними зарядами — в особливому патронташі з плечовими ременями, який обгортали навколо тулуба. У гнізда брезентового патронташа вставлялось 15 залізних футлярів для мін.
Наведення міномета на ціль боєць проводив на око (приціл був відсутній), притримуючи ствол рукою. Для захисту від опікання рук на ствол надівалася пересувна парусинова муфта. Міна опускалася у ствол — для полегшення її вкладання у дульній частині ствол мав розширення. Від власної ваги міна падала в ствол, капсуль вибивного патрона наколювався на жало бійчика, і тим здійснювався постріл. Порохові гази, витікаючи крізь отвори в трубці стабілізатора, виштовхували міну зі ствола. Стріляти рекомендувалося лежачи, з коліна, з бруствера окопу, при кутах підвищення від 45° (кут найбільшої дальності) та вище — при малих кутах вельми ймовірними були осічки.

## У спогадах
Згадується у мемуарах другого секретаря Дніпропетровського обкому КП(б)У К. С. Грушового:
Ми розклали на столі наше «майно». Леонід Романович уважно оглянув рушничну мортирку, взяв у руки незвичайну на вигляд малу саперну лопатку: 
— А це що? 
Я пояснив: інженери заводу «Баррикады» пропонують використати таку лопатку як легкий міномет. Лоток лопатки, що кріпиться на шарнірі, одним порухом може перетворитись у своєрідну «опорну плиту», а порожня металева ручка — в ствол. «Міномет-лопатка» розрахований на застосування 37-міліметрових мін. Їх він здатний посилати на відстань 200—250 метрів. 
До кабінету ввійшли командуючий фронтом Родіон Яковлевич Малиновський, член Військової ради Іван Іларіонович Ларін і з ними кілька генералів. Мортирка викликала загальний інтерес, але до «міномета-лопатки» Р. Я. Малиновський та інші товариші поставились скептично. 
— Ефективність таких малокаліберних мін надзвичайно низька,— сказав Командуючий фронтом.— Тому не варто завантажувати виробничі потужності їх випуском. 

## Аналогічні розробки
Конструктори й винахідники ще не раз поверталися до ідеї суміщення стріляючого приладу під осколковий постріл з шанцевим інструментом, але на озброєння більшість подібних гібридів більше не приймалася. Відомо тільки про одну схожу розробку, яка застосовувалася у бойових діях. Під час Ірано-іракської війни іранська армія розробила аналогічний прилад — 37-мм «болотний» міномет (англ. 37mm Marsh Mortar) для використовування у болотистих місцевостях. Відбій від мін подібного калібру є мінімальним, що уможливлює його використання на грузькому ґрунті, де неможливо застосування мінометів більшого калібру.